# Finlandia en los Juegos Olímpicos de Sídney 2000
Finlandia estuvo representada en los Juegos Olímpicos de Sídney 2000 por un total de 70 deportistas que compitieron en 16 deportes.  
La portadora de la bandera en la ceremonia de apertura fue la atleta Heli Rantanen.

## Medallistas
El equipo olímpico finlandés obtuvo las siguientes medallas:
| Nombre                      | Deporte            | Competición                     |
| --------------------------- | ------------------ | ------------------------------- |
| Oro                         |                    |                                 |
| Arsi Harju                  | Atletismo          | Peso M                          |
| Jyrki Järvi Thomas Johanson | Vela               | 49er M                          |
| Plata                       |                    |                                 |
| Juha Hirvi                  | Tiro               | Rifle en tres posiciones 50 m M |
| Bronce                      |                    |                                 |
| Marko Yli-Hannuksela        | Lucha grecorromana | 76 kg M                         |